# Unsung Heroes
Unsung Heroes е албум на американската джаз фюжън група The Dregs (предишното име на групата е Dixie Dregs, но е сменено поради настояване на Arista Records), издаден през 1981 г. Освен че е продуциран от китариста Стив Морз, всички песни в албума са написани от него. Както подсказва заглавието албумът е изцяло инструментален. Cruise Control е основното парче в албума, където всеки от музикантите може да покаже на какво е способен. Day 444 е песен за деня, когато са освободени американските заложници от Иран. Go for Baroque е опит за вкарване на средновековни музикални елементи. Въпреки че не се продоава в особено големи количества Unsung Heroes е пример за добре изсвирен джаз-рок фюжън.

## Състав
- Стив Морз – китара, банджо
- Алън Суоан – струнни
- Анди Уест – бас
- Т Лавиц – клавишни, саксофон
- Род Моргенщайн – барабани